# Словник гідронімів України
Словни́к гідро́німів Украї́ни — словник, який був підготовлений в Інституті мовознавства ім. О. О. Потебні й виданий 1979 року в «Науковій думці».
Словник став першою спробою порівняно повного опису власних найменувань проточних вод України. Він охоплює понад 20 тисяч основних (власних) назв географічних об'єктів — річок, струмків, потоків, потічків, поточин, ручаїв, рудок, рівчаків, зворів, струг, струменів, стрижнів, річищ (русел), єриків, проток, рукавів, фос, бакаїв, гирл, каналів, водоспадів, гуків, мокрих балок, улоговин, ярів, яруг, джерел тощо. Словник також містить майже 24 тисячі варіантів цих назв.
Як зазначено в передмові, «Словник гідронімів України має задовольнити гостру потребу концентрації, опису й унормування цього величезного і специфічного інформативного комплексу гідронімічної лексики».
Укладачі словника:
- Ірина Михайлівна Желєзняк;
- Алла Пантелеймонівна Корепанова;
- Лариса Терентіївна Масенко;
- Анатолій Павлович Непокупний;
- Василь Васильович Німчук;
- Євген Степанович Отін;
- Олексій Сильвестрович Стрижак;
- Кирило Кузьмич Цілуйко.